# 両足院

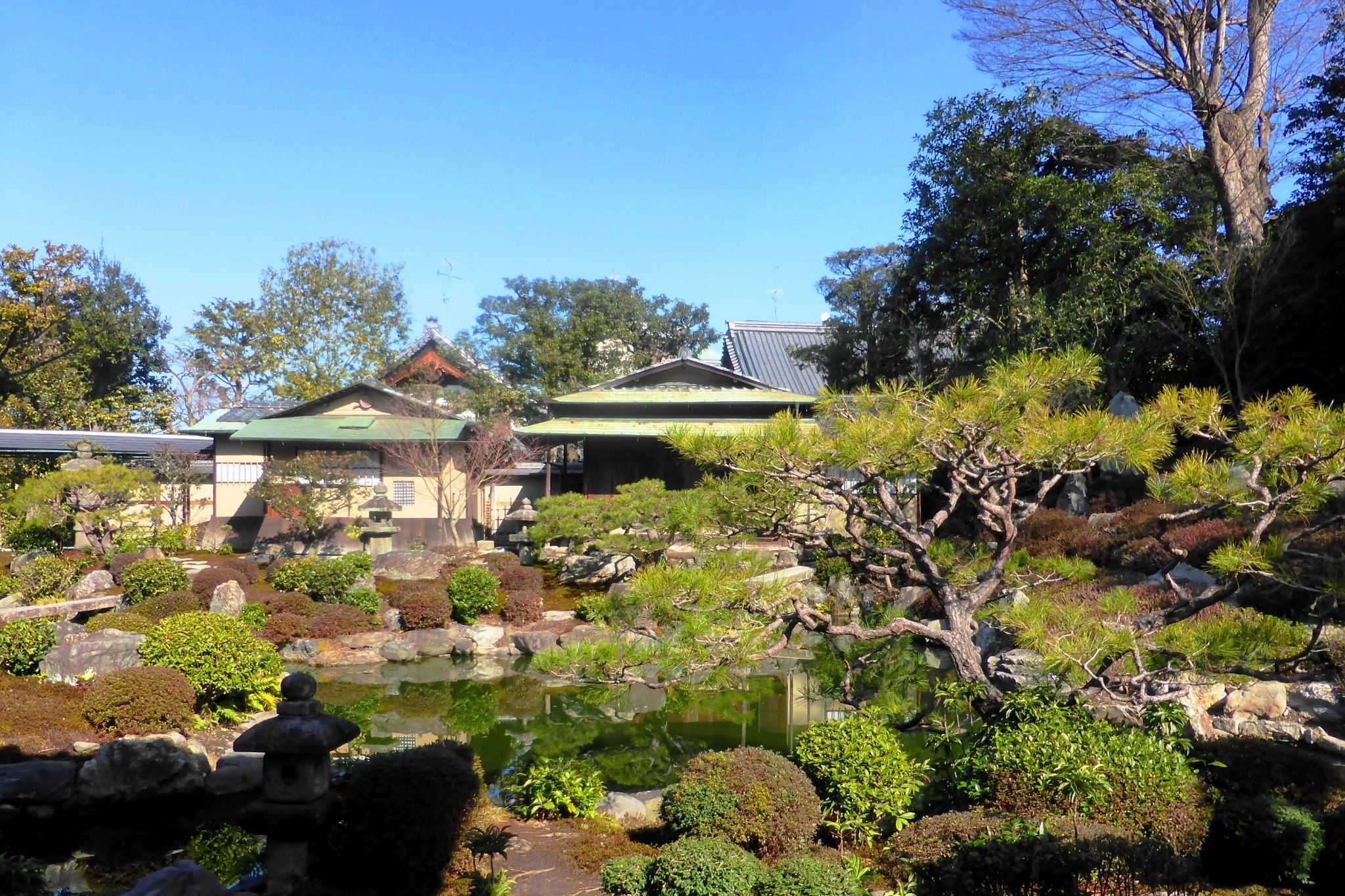
水月亭（左）と臨水亭（右）

両足院（りょうそくいん）は、京都市東山区にある臨済宗建仁寺派の寺院。大本山建仁寺の塔頭。本尊は阿弥陀如来。

## 歴史
当院は、鎌倉時代に明庵栄西の法脈・黄龍派（おうりょうは）を継ぐ龍山徳見（りゅうざんとっけん）禅師を開山とする建仁寺の塔頭・知足院として建立された。
その後は黄龍派寺院の本院となっていたが、天文年間（1532年 - 1555年）に火災にあったことを契機として、知足院3世・文林寿郁（ぶんりんじゅいく）が知足院の別院、又は徒弟院（つちえん）として建仁寺開山堂・護国院の中に建立していた両足院と合併し、当院がその名称を名乗って両足院と改名した。一説として後奈良天皇の名が「知仁」であり、「知」の字を避けたことによるのが原因であるともいう。
以後両足院は、安土桃山時代から江戸時代の8世利峰東鋭の代まで、饅頭の祖・林浄因の子孫によって護持された。なお江戸時代初期までは、当院は栄西の直系である黄龍派の中心寺院であったことから霊泉院とともに輪番で建仁寺開山堂・護国院を守護していた。
また、両足院は室町時代中期まで霊源院とともに五山文学の最高峰の寺院であり、江戸時代に入っても「建仁寺の学問面」の中核を担った。

## 境内
- 方丈 - 本堂。
- 方丈前庭 - 枯山水庭園。
- 大書院
- 書院前庭（京都府指定名勝） - 池泉回遊式庭園。梅雨の頃には半夏生が茂る。
- 茶室「水月亭」 - 1910年（明治43年）に大村彦太郎により寄進。織田有楽斎好みの茶室「如庵」の写し。
- 茶室「臨池亭」 - 1926年（大正15年）に高台寺にあった大村家の別荘の茶室を移築したもの。大村梅軒好みの茶室。
- 庫裏
- 閼伽井庭
- 唐門
- 唐門前庭
- 大門
- 毘沙門天堂 - 祀られている毘沙門天は、織田信長による比叡山焼き討ちの際に鞍馬寺の僧が避難させたもので、もとは鞍馬寺の毘沙門天の胎内仏であったという。後に黒田長政が入手し、関ヶ原の戦いの際には兜の内側にこの像を入れて戦ったという。その後は福岡藩黒田家に伝えられていたが、1877年（明治10年）頃に当院に寄進された。
- 山門

## 文化財

### 京都府指定名勝
- 庭園

## 交通アクセス
- 祇園四条駅（京阪本線）徒歩7分
- 京都河原町駅（阪急京都本線）徒歩10分
- 京都市営バス 「東山安井」バス停（80・86・202・206・207系統）より徒歩5分